# 六月虫
《六月虫》（英語：Junebug）是一部2005年的美国喜剧剧情片，由菲尔·莫里森执导。该片于2005年在圣丹斯电影节首映，艾米·亚当斯凭借自己在该片中饰演的配角获得了其演艺生涯首个奥斯卡最佳女配角奖提名。